# Nu Genea
 (février 2024).
La mise en forme du texte ne suit pas les recommandations de Wikipédia : il faut le « wikifier ».
Les points d'amélioration suivants sont les cas les plus fréquents. Le détail des points à revoir est peut-être précisé sur la page de discussion.
- Les titres sont pré-formatés par le logiciel. Ils ne sont ni en capitales, ni en gras.
- Le texte ne doit pas être écrit en capitales (les noms de famille non plus), ni en gras, ni en italique, ni en « petit »…
- Le gras n'est utilisé que pour surligner le titre de l'article dans l'introduction, une seule fois.
- L'italique est rarement utilisé : mots en langue étrangère, titres d'œuvres, noms de bateaux, etc.
- Les citations ne sont pas en italique mais en corps de texte normal. Elles sont entourées par des guillemets français : « et ».
- Les listes à puces sont à éviter, des paragraphes rédigés étant largement préférés. Les tableaux sont à réserver à la présentation de données structurées (résultats, etc.).
- Les appels de note de bas de page (petits chiffres en exposant, introduits par l'outil «  Source ») sont à placer entre la fin de phrase et le point final[comme ça].
- Les liens internes (vers d'autres articles de Wikipédia) sont à choisir avec parcimonie. Créez des liens vers des articles approfondissant le sujet. Les termes génériques sans rapport avec le sujet sont à éviter, ainsi que les répétitions de liens vers un même terme.
- Les liens externes sont à placer uniquement dans une section « Liens externes », à la fin de l'article. Ces liens sont à choisir avec parcimonie suivant les règles définies. Si un lien sert de source à l'article, son insertion dans le texte est à faire par les notes de bas de page.
- La présentation des références doit suivre les conventions bibliographiques. Il est recommandé d'utiliser les modèles {{Ouvrage}}, {{Chapitre}}, {{Article}}, {{Lien web}} et/ou {{Bibliographie}}. Le mode d'édition visuel peut mettre en forme automatiquement les références.
- Insérer une infobox (cadre d'informations à droite) n'est pas obligatoire pour parachever la mise en page.

Pour une aide détaillée, merci de consulter Aide:Wikification.
Si vous pensez que ces points ont été résolus, vous pouvez retirer ce bandeau et améliorer la mise en forme d'un autre article.
 (février 2024).
Nu Genea, anciennement Nu Guinea, est un duo musical italien créé en 2014,,,.

## Histoire

### Les premières années
Le duo, composé de Massimo Di Lena et Lucio Aquilina, musiciens nés à Naples et résidant à Berlin, s'est formé en 2014 sous le nom de Nu Guinea et a sorti son premier EP du même nom la même année.
En 2015, ils collaborent avec Tony Allen, batteur original du groupe afro-beat de Fela Kuti, avec lequel ils publient l'album The Tony Allen Experiments le 15 février 2016.
En 2018, avec leur propre label NG Records, ils sortent le LP Nuova Napoli en hommage à leur ville natale, où ils combinent l'utilisation d'instruments acoustiques avec des sons électroniques et du chant en napolitain,. L'album est très apprécié par la critique spécialisée,,,, S'ensuit une tournée nationale, et internationale qui les emmène dans divers clubs et festivals, comme le Dekmantel à Amsterdam, Strawberry Fields en Australie, Queremos! au Brésil, le ClubToClub à Turin, le New Morning à Paris, la Strelka à Moscou.
Avec le label NG Records, DNApoli ainsi que Famiglia Discocristiana, Nu Guinea crée la collection de vinyles Napoli Segreta, une compilation basée sur le sauvetage et la republication de musique produite à Naples dans les années '70 et '80 , suivie en 2020 par Napoli Segreta vol. 2.

### Changement de nom
A travers un post Instagram en 2021, le duo a annoncé changer de nom pour Nu Genea. Les deux musiciens ont en effet justifié leur décision par ces termes : 

« En référence au mot grec "γενέα" (genéa) qui signifie "naissance", Nu Genea évoque une nouvelle naissance dans notre conscience, ainsi qu'un nom qui reflette plus directement le concept de notre musique, à savoir mélanger les styles et les sonorités qui, dans le cours de l'histoire ont touché le golfe de Naples, et leur donner une nouvelle naissance. Cette légère modification des lettres a changé considérablement la signification du nom et nous réconcilie avec l'objectif premier de notre musique. »

Ils publient le 9 juillet 2021 le single Marechià,, en collaboration avec la chanteuse française Célia Kameni et signent un contrat avec la maison de disques Carosello Records.
L'album Bar Mediterraneo sort le 13 mai 2022 chez NG Records sous licence de Carosello Records. Ils entament dès le 5 mai 2022 une tournée avec une formation de huit musiciens dans les festivals européens les plus célèbres. A l'occasion de leur tournée estivale, ils développent le projet NU GENEA INVITE engageant sur scène des artistes internationaux parmi lesquels : L'impératrice, Azymuth, Seun Kuti & Egypt 80, Kokoroko, Los Bitchos, Quantic, The Mauskovic Dance Band et Yin Yin.

## Discographie

### En tant que Nu Guinea
Albums studios
- 2016 – The Tony Allen Experiments (Comet Records)
- 2018 - Nuova Napoli (NG Records)

EP
- 2014 - Nu Guinea (Early Sounds Records)
- 2015 – World EP (Tartelet Records)

Single
- 2017 - Amore (NG Records)

### En tant que Nu Genea
Album
- 2022 - Bar Mediterraneo (NG Records sous licence Carosello Records)

Single
- 2021 - Marechià (NG Records) avec Célia Kameni
- 2022 - Tienaté (NG Records) [voix de Fabiana Martone]

## Note
1. ↑  (it) Pierfrancesco Pacoda, « Intervista ai Nu Genea: «Napoli è il posto perfetto per fare musica» », sur www.editorialedomani.it
2. ↑  Giuliano Delli Paoli, «Noi, da Nu Guinea a Nu Genea: ecco perché», sur Corriere del Mezzogiorno, 21 juin 2021
3. ↑  (it) « I Nu Guinea cambiano nome in Nu Genea: ecco perché », sur Rockit.it
4. ↑  (it) « I Nu Guinea cambiano nome in Nu Genea - Notizie », sur SENTIREASCOLTARE
5. ↑  (it) Redazione Rumore, « I Nu Guinea cambiano nome e diventano Nu Genea in attesa di pubblicare nuova musica - Rumore », 18 juin 2021
6. ↑  (it) « Nu Genea, storia di due dj napoletani che da Berlino hanno conquistato il mondo », sur Berlino Magazine, 11 février 2020
7. ↑  Damir Ivic, « Da dove arriva la "Nuova Napoli" dei Nu Guinea », sur redbull.com, 3 maggio 2018
8. 1 2  (it) « Nugenea », sur ondarock
9. ↑  (it) « Nuguinea », sur internazionale
10. ↑  (it) « Nugenea », sur panorama
11. ↑  (it) « Nu Guinea - Nuova Napoli - Recensioni », sur Sentireeascoltare
12. ↑  « Recensione: Nu Guinea - Nuova Napoli - storiadellamusica.it », sur www.storiadellamusica.it
13. ↑  « Recensione: Nu Guinea - Nuova Napoli - VICE », sur www.vice.com
14. ↑  « Copia archiviata » [archive du 22 ottobre 2021]
15. ↑  (it) « Nu Guinea: “NUOVA NAPOLI” ITALY TOUR con LIVE BAND IN AUTUNNO! – RADAR »
16. ↑  (it) « Nuguinea », sur carosellorecotds.
17. ↑  (it) « Nuguinea », sur spettacoliculture
18. ↑  (it) « Marecchia Nuguinea », sur sky.it
19. ↑  (it) « Spettacoli », sur corriere.it
20. ↑  « Nu Genea - Marechià (feat. Célia Kameni) (Radio Date: 09-07-2021) », sur EarOne
21. ↑  (it) « News », sur ondarock.
22. ↑  (it) « I Nu Genea tornano con il nuovo album Bar Mediterraneo - RUMORE », 21 avril 2022
23. ↑  (it) « NU GENEA - IL NUOVO ALBUM "BAR MEDITERRANEO" », sur carosellorecords.com, 13 mai 2022.